# Thận Hải Hùng
Thận Hải Hùng (tiếng Trung giản thể: 慎海雄, bính âm Hán ngữ: Shèn Hǎi Xióng, tiếng Latinh: Shen Haixiong, sinh ngày 4 tháng 4 năm 1967, người Hán) là nhà báo, chính trị gia nước Cộng hòa Nhân dân Trung Hoa. Ông là Ủy viên Ủy ban Trung ương Đảng Cộng sản Trung Quốc khóa XX, Ủy viên dự khuyết khóa XIX, hiện là Phó Bộ trưởng Bộ Tuyên truyền Trung ương Đảng, Bí thư Đảng tổ, Đài trưởng, Tổng biên tập Tổng đài Phát thanh Truyền hình Trung ương. Ông từng là Phó Bí thư Đảng tổ, Phó Cục trưởng Tổng cục Quản lý Báo chí, Xuất bản, Phát thanh, Điện ảnh và Truyền hình Quốc gia, kiêm nhiệm Bí thư Đảng tổ, Đài trưởng Đài Truyền hình Trung ương Trung Quốc; Thường vụ Tỉnh ủy, Bộ trưởng Bộ Tuyên truyền Tỉnh ủy Quảng Đông; Phó Xã trưởng, Phó Tổng Biên tập Tân Hoa Xã.
Thận Hải Hùng gia nhập Đảng Cộng sản Trung Quốc năm 1987, học vị Thạc sĩ Quản lý công thương cấp cao cấp. Ông có sự nghiệp phóng viên, ký giả và nhà báo trong thời gian dài cho đến khi trở thành tư lệnh ngành phát thanh truyền hình Trung Quốc.

## Xuất thân và giáo dục
Thận Hải Hùng sinh ngày 4 tháng 4 năm 1967 tại địa cấp thị Hồ Châu, tỉnh Chiết Giang, Cộng hòa Nhân dân Trung Hoa. Năm 1985, ông bắt đầu học tập hệ Trung văn, chuyên ngành báo chí tại Đại học Hàng Châu, thành phố Hàng Châu, thủ phủ tỉnh Chiết Giang. Học tập chuyên ngành trong bốn năm 1985–89 và nhận bằng Cử nhân Báo chí tuyên truyền. Vào tháng 12 năm 1987, ông gia nhập Đảng Cộng sản Trung Quốc, khi 20 tuổi. Từ tháng 7 năm 2010 đến tháng 6 năm 2012, trong quá trình công tác, ông theo học chuyên ngành quản lý công thương tại Viện Tài chính cao cấp, Đại học Giao thông Thượng Hải (上海交通大学上海高级金融学院 – Shanghai Advanced Institute of Finance). Trong đó, Viện Tài chính cao cấp là tổ chức được thành lập năm 2009, trên cơ sở phương hướng phát triển và quản lý tài chính, thương nghiệp Thượng Hải. Đến tháng 6 năm 2012, ông nhận bằng Thạc sĩ Quản lý công thương cấp cao cấp.

## Sự nghiệp

### Phóng viên, nhà báo
Năm 1989, Thận Hải Hùng tốt nghiệp Đại học, bắt đầu công tác và sự nghiệp của mình với tư cách là ký giả (hay phóng viên). Ông được tuyển dụng vào Tân Hoa Xã Cục Thông tấn phân bộ Chiết Giang. Giai đoạn 1989–99, ông là phóng viên của Trạm phóng viên thành phố Ninh Ba, rồi giữ vị trí Chủ nhiệm Ban Ký giả Nông thôn Ninh Ba, một bộ phận vùng tại Chiết Giang. Vào tháng 5 năm 1995, ông giữ cấp bậc Chủ nhiệm Phóng viên bình vị (trung cấp) và trở thành Cao cấp Ký giả vào tháng 7 năm 1997, khi 30 tuổi. Từ năm 1999 đến năm 2001, ông giữ vị trí Chủ nhiệm Ban Chỉnh sửa Tân Hoa Thông tấn Xã phân bộ Chiết Giang (Ban Cải biên). Đến đầu năm 2001, ông được thăng cấp lên vị trí quản lý, trở thành Ủy viên Đảng ủy, Phó Tổng Biên tập Thường vụ Tân Hoa Thông tấn Xã phân bộ Chiết Giang trong thời gian từ 2001–04. Cuối năm 2004, ông được điều chuyển tới Thượng Hải, công tác ở Tân Hoa Thông tấn Xã phân bộ thành phố này. Giai đoạn 2004–05, ông giữ vị trí Ủy viên Đảng ủy, Phó Chủ tịch (Phó Xã trưởng), Tổng Biên tập Tân Hoa Thông tấn Xã phân bộ Thượng Hải.
Đến năm 2005–06, Thận Hải Hùng vừa giữ chức Phó Chủ tịch Tân Hoa Thông tấn Xã phân bộ Thượng Hải, vừa kiêm nhiệm thêm vị trí Chủ nhiệm Trung tâm Biên tập tin tức Đồng bằng sông Dương Tử (khu vực có bốn địa phương là Thượng Hải, Giang Tô, Chiết Giang, An Huy). Giại đoạn 2006–08, ông đồng thời giữ các chức vụ Ủy biên Đảng ủy, Phó Bí thư, Phó Chủ tịch, Tổng Biên tập Tân Hoa Thông tấn Xã phân bộ Thượng Hải và trở thành Chủ tịch Tân Hoa Thông tấn Xã phân bộ Thượng Hải năm 2008, và Phó Bí thư cho đến năm 2010. Chủ tịch Tân Hoa Xã Thượng Hải chi nhánh là một chức vụ cấp bậc chính sảnh, địa, cục. Năm 2010, ông được bổ nhiệm làm Bí thư Đảng ủy, Chủ tịch Tân Hoa Thông tấn Xã phân bộ Thượng Hải, cùng kiêm nhiệm chức vụ Tổng Kinh lý (Tổng Giám đốc) Trung tâm Thông tin tài chính Trung Quốc (中国金融信息中心 – China Financial Information Center). Năm 2012, hơn 20 năm là phóng viên, ký giả, Thận Hải Hùng được bổ nhiệm làm Phó Tổng Biên tập Tân Hoa Thông tấn Xã toàn quốc, vẫn kiêm nhiệm người đứng đầu chi nhánh Thượng Hải. Từ năm 2012 đến 2014, ông giữ chức Ủy viên Đảng ủy, Phó Tổng Biên tập Tân Hoa Xã, Chủ tịch Công ty TNHH Thông tin Kinh tế Trung Quốc (中国经济信息社控股有限公司 – China Economic Information Service Holdings Limited). Đến đầu năm 2014, ông được bổ nhiệm là Phó Chủ tịch Tân Hoa Xã. Đây là một chức vụ hàm phó tỉnh, bộ.

### Quảng Đông
Năm 2015, Thận Hải Hùng được điều chuyển về công tác ở tỉnh Quảng Đông, bổ nhiệm làm Thường vụ Tỉnh ủy, Trưởng Ban Tuyên truyền Tỉnh ủy tỉnh Quảng Đông. Đây là một chức vụ quan trọng cao cấp trong Quảng Đông, một trong 13 người lãnh đạo Quảng Đông, lần lượt phụ tá cho Bí thư Quảng Đông Hồ Xuân Hoa và Bí thư Lý Hi. Tháng 10 năm 2017, ông là đại biểu của đoàn Quảng Đông dự Đại hội Đảng Cộng sản Trung Quốc lần thứ XIX, được bầu làm Ủy viên dự khuyết Ủy ban Trung ương Đảng Cộng sản Trung Quốc khóa XIX.

### Trung ương

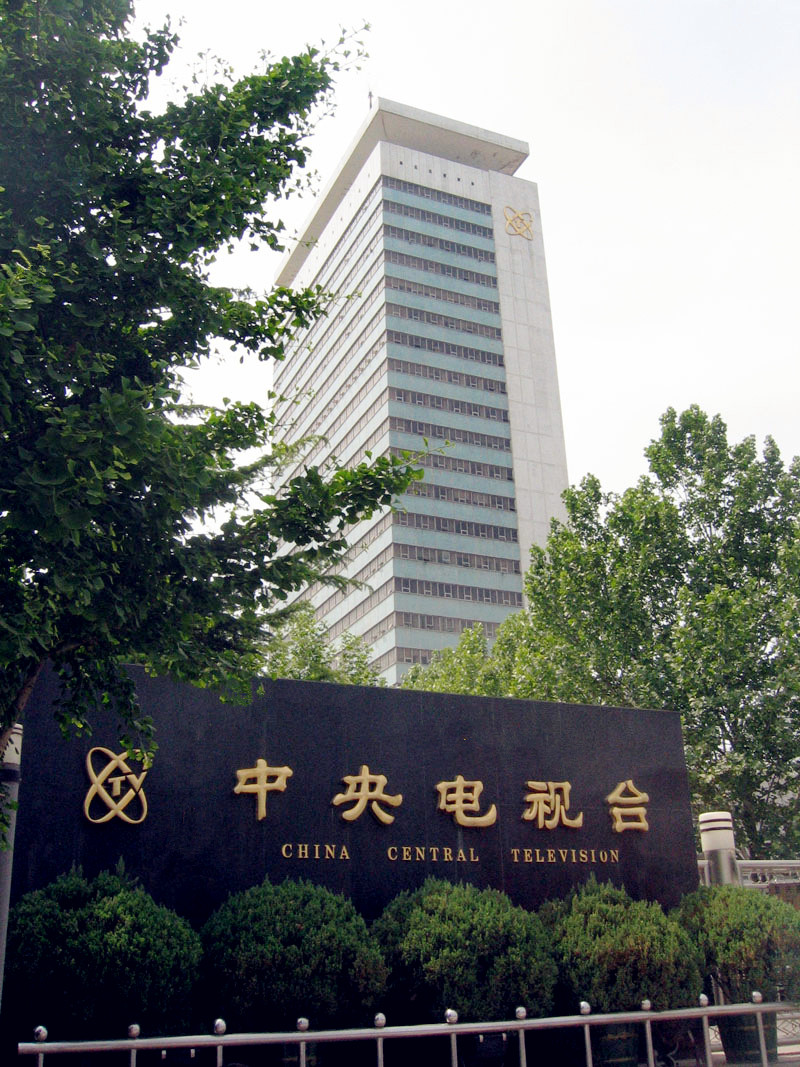
Một trụ sở của CCTV nay là trụ sở CMG.

Năm 2018, Thận Hải Hùng được điều về trung ương, giữ chức vụ Phó Tổng cục trưởng Tổng cục Quản lý Báo chí, Xuất bản, Phát thanh, Điện ảnh và Truyền hình Quốc gia, Phó Bí thư Đảng ủy, kiêm nhiệm Bí thư Đảng tổ, Đài trưởng Đài truyền hình Trung ương Trung Quốc (CCTV). Tổng cục này là một cơ quan cấp chính bộ, hoạt động giai đoạn 2013–18 và cải tổ thành Tổng cục Quảng bá Phát thanh Truyền hình Quốc gia Trung Quốc. Vào ngày 21 tháng 3 năm 2018, Đài Phát thanh Nhân dân Trung ương (中央人民广播电台 – China National Radio CNR), Đài Truyền hình Trung ương Trung Quốc (CCTV) và Đài Phát thanh Quốc tế Trung Quốc (中国国际广播电台 – CRI) đã được Quốc vụ viện tập hợp, tổ chức một hội nghị của các cán bộ cấp trung, thông báo quyết định trung ương về việc hợp nhất và thành lập Tổng đài Phát thanh Truyền hình Trung ương (CMG 中央广播电视总台 – China Media Group hay Voice of China), một cơ quan cấp bộ. Thận Hải Hùng được bổ nhiệm làm Bí thư Đảng tổ, Đài trưởng kiêm Tổng biên tập của tổng đài, cấp chính bộ trưởng. Cũng trong năm 2018 này, ông được bổ nhiệm kiêm nhiệm là Phó Bộ trưởng Bộ Tuyên truyền Trung ương Đảng Cộng sản Trung Quốc, dưới sự chỉ huy của Bộ trưởng Hoàng Khôn Minh, Ủy viên Bộ Chính trị khóa XIX. Lúc này ông 51 tuổi. Tính từ năm 2018, ông là người chỉ huy các đơn vị CCTV, CRI, CNR và CGTN (China Global Television Network – 中国环球电视网 tức Mạng truyền hình toàn cầu Trung Quốc). Cuối năm 2022, ông tham gia Đại hội Đảng Cộng sản Trung Quốc lần thứ XX từ đoàn đại biểu khối cơ quan trung ương Đảng và Nhà nước. Trong quá trình bầu cử tại đại hội, ông được bầu là Ủy viên Ủy ban Trung ương Đảng Cộng sản Trung Quốc khóa XX.

## Thành tựu và đánh giá
Thận Hải Hùng với sự nghiệp chủ đạo là một Phóng viên, Ký giả và Nhà báo nổi danh với nhiều thành tựu và thành công trong đời. Ông từng nhận các giải thưởng như:
- Năm 1994, ông được Tân Hoa Xã trao tặng giải thường phóng viên "Top 10" đầu tiên toàn quốc, khi 27 tuổi đang là Phóng viên ở Ninh Ba;
- Ông được hưởng các khoản phụ cấp đặc biệt của năm 2001 của Quốc vụ viện dành cho công vụ viên xuất sắc;
- Năm 2002, ông đã giành giải "Tin tức người hâm mộ Trường Giang" lần thứ V khi đang là Phó Tổng Biên tập Tân Hoa Xã Chiết Giang;
- Năm 2004, công tác của ông nhận được tán thưởng là một trông bốn đợt tài năng trong hệ thống văn hóa (culture) và tuyên truyền (propaganda) quốc gia;
- Năm 2007, ông được vinh danh là nhà lãnh đạo tài năng trong ngành báo chí và xuất bản toàn quốc khi đang là Chủ tịch Tân Hoa Xã Thượng Hải;
- Vào năm 2010, ông đã được Ủy ban Trung ương Đảng Cộng sản Trung Quốc và Quốc vụ viện trao tặng giải cá nhân cao cấp tại Expo 2010 Thượng Hải Trung Quốc.

| “                                      | Thận Hải Hùng (1967), một Chính khách, Ký giả tài năng và nổi danh nhiều năm công tác đa vùng miền cả nước. Ông trở thành người chỉ huy CCTV, CRI, CGTV và CNR, hàm và quyền cấp Bộ trưởng năm 2018, 51 tuổi, với tương lai để phát triển vẫn còn ở trước mắt. | ” |
| — Vũ Nguyên, Chính trị Trung Hoa 2020. | |   |